# Lackadaisy
Lackadaisy (también conocido como Lackadaisy Cats) es un webcómic creado por la artista estadounidense Tracy J. Butler. El webcómic está ambientado en un San Luis de la era de la Prohibición con una población de gatos antropomórficos, la trama narra la suerte del bar clandestino Lackadaisy después del asesinato de su fundador. El cómic mezcla elementos de comedia, crimen y misterio. Ganó múltiples premios Web Cartoonists' Choice Awards en 2007 y 2008, y en abril de 2011 fue nominado al premio Eisner al "Mejor cómic digital".
El estilo del cómic es caracterizado por ser muy detallado, con personajes de dibujos animados  elegantemente vestidos que se asemejan a los estilos de las películas animadas de Walt Disney y Don Bluth. Las tiras anteriores tienen tonos sepia, que se asemejan a fotografías antiguas de la década de 1920, mientras que las páginas más recientes se pueden ver completamente coloreadas, a menudo en tonos de azul intenso. Lanzado por Butler en julio de 2006, el cómic se actualizaba de forma irregular, y la última actualización se publicó en 2020.
Una adaptación cinematográfica del mismo nombre se lanzó en YouTube el 29 de marzo de 2023.

## Lugar de los hechos
Cuando la prohibición se apodera de los Estados Unidos en 1920, Atlas May establece su restaurante, el Little Daisy Café, como fachada de un exitoso bar clandestino llamado Lackadaisy, en la ciudad de San Luis. Situado en la desembocadura de una red de cuevas de piedra caliza, al bar clandestino sólo se puede acceder desde el Café aquellos que muestren un alfiler en forma de palo de tréboles. Con fácil acceso al alcohol ilegal y una clientela estable, el negocio florece y Lackadaisy se convierte en un establecimiento de primer nivel.
En 1926, sin embargo, Atlas muere misteriosamente y la gestión de Little Daisy y Lackadaisy recae en su viuda Mitzi. El patrocinio del Lackadaisy disminuye gradualmente, llevándolo al borde del colapso, con solo un puñado de su tripulación original restante y haciendo todo lo posible para mantener vivo el negocio. Hay una banda que toca en el club, y uno de los miembros es un traficante de ron, lo que pone a los personajes en conflicto con otros que destilan su propio whisky y licor ilegal.

## Personajes
Lackadaisy presenta un amplio elenco de personajes, la mayoría de los cuales son trabajadores de Lackadaisy o Marigold, dos redes rivales de contrabando de alcohol.
Los protagonistas son Roark "Rocky" Rickaby, un violinista esporádico y astuto que trabaja para Lackadaisy como contrabandista; Calvin "Freckle" McMurray, un joven nervioso y torpe, aunque secretamente violento, y primo de Rocky; Mitzi May, la viuda de Atlas que actualmente está a cargo del bar clandestino Lackadaisy; e Ivy Pepper, una trabajadora enérgica y alegre del Little Daisy Café que más tarde desarrolla una relación romántica con Freckle. Los antagonistas están formados por Mordecai Heller, un gatillo frío y brusco de Marigold, así como Serafine Savoy y Nicodème "Nico" Savoy, dos hermanos de Nueva Orleans que trabajan con Mordecai y hablan una mezcla de cajún, criollo y francés. Viktor Vasko, Asa Sweet, Atlas May, Dorian "Zib" Zibowski, Sedgewick "Wick" Sable y Nina McMurray también son personajes notables.

## Producción
Butler creó el cómic dibujando a lápiz las imágenes originales, luego las escanea y las ajusta con software como Photoshop, donde luego se ensamblan los paneles. Luego se agrega iluminación en tonos grises, acentuándose cuando sea necesario, y se agregan diálogos y efectos de sonido en una capa separada. Los tonos sepia se añaden en la pasada final. Algunos de los personajes felinos están basados en las propias mascotas de Butler, Ivy y Calvin.

## Biografía del artista

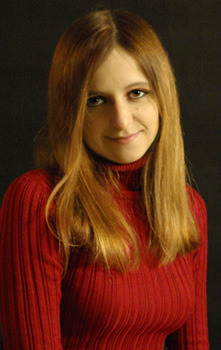
Tracy Butler en 2008.

La caricaturista estadounidense Tracy J. Butler nació en 1980 en Springfield, Massachusetts. En la escuela secundaria, garabateaba y creaba personajes mientras estaba sentada en clase. Estudió biología durante un año en Our Lady of the Elms College en Massachusetts, antes de regresar a su arte. Creó un sitio web con algunos de sus trabajos, lo que generó una oferta de trabajo de Simutronics, una empresa de desarrollo de juegos de Misuri. Butler realizó trabajos de ilustración y diseño gráfico antes de pasar al diseño de personajes y animación en 3D. Después de vivir en San Luis durante algún tiempo, compró una casa de 100 años de antigüedad y comenzó a investigar su historia, así como la del vecindario y, en última instancia, la historia de San Luis. Combinado con su interés por la música jazz y los personajes que había diseñado en la escuela (basados libremente en sus propios gatos), esto la llevó a crear Lackadaisy en julio de 2006. Butler también atribuye el mérito de haber sido ascendida a un puesto más directivo en su trabajo, lo que la impulsó a buscar nuevamente una salida creativa a través del cómic. En 2008 se publicó una versión impresa en italiano y en 2009 una versión en inglés.

## Premios
En 2008, Lackadaisy ganó cinco premios Web Cartoonists' Choice Awards, incluidos "Artista destacado", "Arte en blanco y negro" y "Diseño de sitio web".En 2009, el arte de Lackadaisy se utilizó en la portada de la revista turca Photoshop. En 2011, Lackadaisy fue nominada a un premio Eisner en la categoría de "Mejor cómic digital", pero perdió ante El abominable Charles Christopher de Karl Kerschl.

## Legado
El estilo artístico de Lackadaisy ha sido citado como una influencia en otros webcomics, como Zebra Girl de Joe England, y recibió una mención en el webcomic Girl Genius de Phil Foglio.

## Adaptación a cortometraje
En marzo de 2020, se anunció que Iron Circus Comics estaba planeando la producción de un cortometraje animado basado en el webcómic, que será dirigido por el animador Fable Siegel. El proyecto fue financiado colectivamente a través de una campaña de Kickstarter. El cortometraje de 27 minutos se estrenó el 29 de marzo de 2023 en YouTube.
Después de una segunda campaña con un objetivo original de 125.000 dólares recaudados más de 2 millones de dólares, Iron Circus Animation anunció que también producirían una temporada de cinco episodios.